# Plévin
Plévin é uma comuna francesa na região administrativa da Bretanha, no departamento Côtes-d'Armor. Estende-se por uma área de 26,93 km². Em 2010 a comuna tinha 766 habitantes (densidade: 28,4 hab./km²).